# Departamento de Pisagua
| Departamento de Pisagua   | Departamento de Pisagua |
| ------------------------- | --- |
| Cabecera:                 | Pisagua (1927-1970) Huara (1970-1979)                                                                                      |
| Superficie:               | km² |
| Habitantes:               | hab |
| Densidad:                 | hab/km² |
| Comunas/ Subdelegaciones: | - Pisagua - Negreiros (1927-1970) - Chiapa (1970-1979) - Camiña (1970-1979) - Los Cóndores (1970-1979) - Huara (1970-1979) |
| Ubicación                 | |
|                           | |

| Departamento de Pisagua | Departamento de Pisagua                                                |
| ----------------------- | ---------------------------------------------------------------------- |
| Cabecera:               | Pisagua                                                                |
| Superficie:             | 10.000 km²                                                             |
| Habitantes:             | 12.035 hab censo 1885                                                  |
| Densidad:               | 1,20 hab/km² (1885)                                                    |
| Subdelegaciones:        | - 1a Pisagua - 2a Santa Catalina - 3a Aroma - 4a Camiña - 5a Camarones |
| Municipalidades:        | - capital departamental: - Pisagua - otras municipalidades (1891)      |
| Ubicación               |                                                                        |
|                         |                                                                        |

El Departamento de Pisagua es una antigua división territorial de Chile, que pertenecía a la Provincia de Tarapacá, a raíz del Tratado de Ancón. La cabecera del departamento fue Pisagua. Fue creado a partir de la división del departamento peruano de Tarapacá. El 30 de diciembre de 1927, con el DFL 8583, se crean las nuevas comunas-subdelegaciones del departamento. 
El proyecto de ley que creaba a la Provincia de Tarapacá y a los departamentos de Pisagua y Tarapacá fue aprobada por el Congreso el 31 de octubre de 1884. Este establecía que:

Art. 2°. Esta nueva provincia se dividirá en dos departamentos, denominados Tarapacá y Pisagua.

El departamento de Pisagua, tendrá los límites siguientes: Al N., E. y O. los de la provincia; y al S., una línea que, comenzando en la frontera boliviana, continúe por el borde Sur de la quebrada de Aroma hasta el sembrío de Curaña y desde este punto una línea que pase por la oficina Tres Marías exclusive y continúe hasta un punto en la costa que diste dos kilómetros al Norte de Caleta Buena. [...]

Art. 3°. [...] Será capital del departamento de Pisagua, la ciudad y puerto del mismo nombre.

## Límites
El Departamento de Pisagua limitaba:
- al norte con el Departamento de Arica
- al oeste con el Océano Pacífico.
- al sur con el Departamento de Tarapacá, y desde 1928, con el Departamento de Iquique
- Al este con la Cordillera de Los Andes y Bolivia

## Administración
La Ilustre Municipalidad de Pisagua se encargaba de la administración local del departamento, con sede en Pisagua, en donde se encontraba la Gobernación de Pisagua.

## Subdelegaciones
Las subdelegaciones y distritos, cuyos límites asigna el decreto del 9 de noviembre de 1885 y 10 de mayo de 1886, son los siguientes:
| Subdelegación     | Distrito         |
| ----------------- | ---------------- |
| 1ª Pisagua        | 1 Mar            |
| 1ª Pisagua        | 2 Pichalo        |
| 1ª Pisagua        | 3 Junín          |
| 2ª Santa Catalina | 1 Jazpampa       |
| 2ª Santa Catalina | 2 Santa Catalina |
| 2ª Santa Catalina | 3 Negreiros      |
| 2ª Santa Catalina | 4 Dolores        |
| 3ª Aroma          | 1 Aroma          |
| 3ª Aroma          | 2 Chiapa         |
| 4ª Camiña         | 1 Isluga         |
| 4ª Camiña         | 2 Soga           |
| 4ª Camiña         | 3 Corsa          |
| 4ª Camiña         | 4 Moquila        |
| 4ª Camiña         | 5 Camiña         |
| 4ª Camiña         | 6 Miñimiñi       |
| 5ª Camarones      | 1 Camarones      |
| 5ª Camarones      | 2 Guancarane     |
| 5ª Camarones      | 3 Esquiña        |

## Comunas y subdelegaciones (1927)
De acuerdo al DFL 8583 del 30 de diciembre de 1927, en el Departamento de Pisagua se crean las comunas y subdelegaciones con los siguientes territorios:

DEPARTAMENTO DE PISAGUA

Comprenderá las comunas de Pisagua y Negreiros. 
Comuna de Pisagua.- Comprenderá las antiguas  subdelegaciones: 1.a, Pisagua 4.a, Camiña; y 5.a Camarones; y los distritos 1.° Jazpamapa; y 4.° Dolores, de la antigua subdelegación 2.a, Santa Catalina.  
Comuna de Negreiros.- Comprenderá la antigua subdelegación 3.a, Aroma, y los distritos 2.° Santa Catalina, y 3.°, Negreiros, de la antigua subdelegación 
2.a, Santa Catalina.  
Las comunas de Pisagua y Negreiros formarán una sola agrupación municipal, cuya cabecera será la ciudad de Pisagua.

En 1970, con la Ley N.º 17325 se suprime la comuna-subdelegación de Negreiros y se crean las comunas de Chiapa, Camiña y Los Cóndores, y además traspasa la comuna de Huara del Departamento de Iquique al Departamento de Pisagua. La capital departamental también fue traspasada, de Pisagua a Huara.
En 1974 se suprimieron los Departamentos y finalmente el Decreto Ley N.º 2868 del 21 de octubre de 1979, se suprimieron las comuna de Pisagua y Chiapa, las cuales fueron incroporadas a la comuna de Huara. Ese decreto ley también cambió el nombre de Los Cóndores a Colchane y modificó los límites comunales.